# Gary Kemp

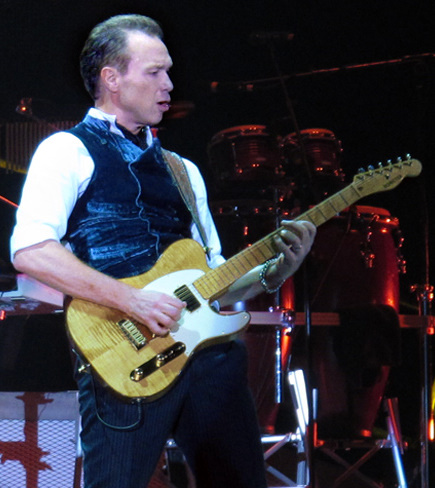
Gary Kemp, 2009

Gary Kemp (* 16. Oktober 1959 in London, England) ist ein britischer Schauspieler, Gitarrist und Songwriter. Bekannt wurde er als Mitglied der Band Spandau Ballet.

## Leben und Karriere
Kemp ist Gitarrist und Songwriter in der Band Spandau Ballet, die 1979 aus der von ihm mit Schulfreunden 1976 gegründeten Gruppe The Makers hervorging. In dieser Funktion wirkte er auch 1984 am Projekt Band Aid mit und war auch am Song Do They Know It’s Christmas? beteiligt. Sein Bruder Martin Kemp spielt Bass in der Band.
1971 gab Kemp als Kind sein Debüt als Schauspieler. Ab 1989 nahm er diese Karriere wieder auf. Er spielte 1992 im Film Bodyguard in einer Nebenrolle mit. Besonders bekannt wurde er in seiner Rolle in dem englischen Spielfilm Die Krays von Peter Medak, in dem er mit seinem Bruder die Kray-Zwillinge verkörperte.
Seit 2018 ist er als Gitarrist und Sänger Mitglied von Nick Mason’s Saucerful of Secrets. Touren führten bislang nach Nordamerika, England und Kontinentaleuropa. Die Band spielt frühe Pink-Floyd-Stücke aus der Zeit vor The Dark Side of the Moon.
Von 1988 bis 1995 war er mit der Schauspielerin Sadie Frost verheiratet. Aus der Ehe ging 1990 ein Sohn hervor. Seit dem Jahr 2003 ist er mit der Kostümdesignerin Lauren Kemp, Schwester von Daniel Barber, verheiratet, mit der er drei Söhne hat (* 2004, 2009, 2012).

## Filmografie (Auswahl)
Schauspieler
- 1972: Hide and Seek
- 1990: Die Krays (The Krays)
- 1992: Liebe nicht inbegriffen (Papierowe malzenstwo)
- 1992: Bodyguard
- 1993: Killing Zoe
- 1994: Der Freischütz (Büvös vadász)
- 2001: Dog Eat Dog
- 2004: American Daylight
- 2006: Poppies
- 2007: Voice from Afar
- 2013: Art Is...
- 2015: Molly Moon (Molly Moon and the Incredible Book of Hypnotism)
- 2020: The Kemps: All True (Fernsehfilm)

Komponist
- 1998: Crossmaheart

## Diskografie
Für die Veröffentlichungen mit Spandau Ballet siehe Spandau Ballet – Diskografie.
Solo-Alben
- 1995: Little Bruises
- 2025: This Destination

EPs und Singles
- 1995: An Inexperienced Man
- 1995: My Lady Soul
- 1995: Standing In Love (The Still Point)
- 1995: Little Bruises